# La Vie à tout prix (telenovela)
Pour les articles homonymes, voir Bom Sucesso.
La Vie à tout prix (Bom Sucesso) est une telenovela brésilienne produite et diffusée entre le 29 juillet 2019 et le 24 janvier 2020 sur Rede Globo.
En France d'outre-mer, le feuilleton a été remonté en 120 épisodes de 45 minutes et diffusé entre le 2 février 2021 et le 20 août 2021 sur le réseau La 1ère.
Elle a également était diffusée sur Nina Novelas entre le 20 juin 2023 et le 4 décembre 2023.

## Synopsis
Paloma est une couturière qui a élevé seule ses trois enfants : Alice, Gabriela et Peter. Paloma crée les costumes pour Unidos de Bom Sucesso, une école de samba. Son monde se renverse quand elle reçoit les mauvais résultats de test qui confirment qu'elle n'a que six mois à vivre, ce qui lui fait faire tout ce qu'elle n'a jamais eu le courage de faire, y compris coucher avec un inconnu, Marcos, qui tombe amoureux d'elle. En découvrant qu'elle a reçu les mauvais résultats de test, Paloma décide de rencontrer l'homme qui a six mois à vivre et tombe sur Alberto, un millionnaire qui n'a jamais apprécié sa famille. Malgré des personnalités opposées, les deux forment une amitié qui les emmène dans un voyage de découverte : elle à travers les livres et lui à travers les plaisirs de la vie et les sentiments endormis, notamment en revivant un amour du passé avec Vera.

## Distribution

### Rôles principaux
| Acteur/Actrice           | Personnage                                      |
| ------------------------ | ----------------------------------------------- |
| Grazi Massafera          | Paloma da Silva                                 |
| Antônio Fagundes         | Alberto Prado Monteiro                          |
| Rômulo Estrela           | Marcos Prado Monteiro                           |
| David Junior             | Ramon Madeira                                   |
| Armando Babaioff         | Diogo Cabral                                    |
| Fabiula Nascimento       | Mariana Prado Monteiro (Nana)                   |
| Lúcio Mauro Filho        | Mário Viana                                     |
| Ingrid Guimarães         | Silvana Nolasco / Felismina Maria Bezerra Leite |
| Ângela Vieira            | Vera Werneck                                    |
| Sheron Menezzes          | Gisele Cavalcante                               |
| Helena Fernandes         | Eugênia Fialho Machado                          |
| Eduardo Galvão           | Dr. Roger Machado                               |
| Gabriel Contente         | Vicente Fialho Machado                          |
| Giovanna Coimbra         | Gabriela da Silva Rodrigues                     |
| Bruna Inocencio          | Alice da Silva Madeira                          |
| Igor Fernandez           | Luan Dias                                       |
| Lucas Leto               | Wagner dos Santos (Waguinho)                    |
| Anderson Müller          | Antônio Carlos da Silva (Tonho)                 |
| Carla Cristina Cardoso   | Lucimeire dos Santos (Lulu)                     |
| Diego Montez             | Willian Carneiro                                |
| Rafael Infante           | Pablo Sanches                                   |
| Marcelo Mello Jr.        | Yuri Lima                                       |
| Gabriela Moreyra         | Prof. Francisca Vieira                          |
| Mariana Molina           | Evelyn das Neves / Irene Adler                  |
| Arthur Sales             | Felipe Aguiar                                   |
| Yasmin Gomlevsky         | Thaíssa Antunes                                 |
| Felipe Haiut             | Jefferson Sandeiro (Jeff)                       |
| Antônio Carlos Bernardes | Leonel Madeira (Léo)                            |
| Bruna Aiiso              | Toshi Noshimura                                 |
| Stella Freitas           | Terezinha Soares                                |
| Romeu Evaristo           | Fabrício Soares                                 |
| Alexandra Martins        | Enf. Leila Castilho                             |
| Jorge Lucas              | Dr. Mauri Madureira                             |
| Elam Lima                | José Carlos (Zeca)                              |
| Thaís Garayp             | Bezinha                                         |
| Lana Guelero             | Glória Diniz                                    |
| Ju Colombo               | Elomar Travassos                                |
| Patrícia Costa           | Esther                                          |
| Guti Fraga               | Père Paulo                                      |
| Nathalia Altenbernd      | Jeniffer de Oliveira                            |
| Gabrielle Joie           | Michelly Almeida                                |
| Caio Cabral              | Patrick Araújo                                  |
| Marcelo Flores           | Batista                                         |
| Shirley Cruz             | Gláucia Trajano                                 |
| Rafael Oliveira          | Jeremias Lima                                   |
| Ícaro Amado              | Pedro Santos                                    |
| Felipe Coutinho          | José Bial                                       |
| David Reis               | Henrique                                        |
| Rosana Dias              | Cláudia                                         |
| Alessandro Moussa        | Marcondes                                       |
| Mariana Alves            | Lorena                                          |
| João Bravo               | Peter da Silva Rodrigues                        |
| Valentina Vieira         | Sofia Prado Monteiro Abranches                  |

### Participations spéciales
| Acteur/Actrice      | Personnage                    |
| ------------------- | ----------------------------- |
| Marcelo Faria       | Elias Rodrigues / Raimundo    |
| Jonas Bloch         | Eric Feitosa                  |
| Daniel Warren       | Jorge Abranches (Jorginho)    |
| Suzana Pires        | Virgínia Alcântara            |
| Rhaisa Batista      | Marie                         |
| Ana Lúcia Torre     | Cecília Prado Monteiro        |
| Deborah Secco       | Alexia Máximo                 |
| Marina Ruy Barbosa  | Eliza de Assis Monteiro       |
| Lavínia Vlasak      | Natasha Oliver                |
| Fernanda Motta      | Dani Liebdish                 |
| Walter Breda        | Agenor Pessanha / Gilberto    |
| Marisa Orth         | Isadora / Dr. Marcela Klein   |
| Nando Cunha         | Mestre Batatinha              |
| Thiaré Maia         | Lisandra                      |
| Julianne Trevisol   | Mônica                        |
| Edmilson Barros     | Dr. Cézar Castriotto          |
| Antônio Pedro       | Agripino                      |
| Carlos Takeshi      | Yuki Kojima                   |
| Paulo Carvalho      | Dr. Donato                    |
| Viétia Zangrandi    | Dr. Márcia                    |
| Tarciana Saad       | Dr. Veridiana                 |
| Mabel Cezar         | Juliana                       |
| Matheus Lisboa      | Alejandro                     |
| Carol Nakamura      | Laura                         |
| Victor Lamoglia     | Jesse Junior                  |
| Kizi Vaz            | Rosemary Rodrigues            |
| Edu Coutinho        | Fábio Aguiar                  |
| Dani Gondim         | Patrícia                      |
| Marcelo Mello       | Tadeu                         |
| Ana Isabela Godinho | Mayara                        |
| Vandré Silveira     | Dr. Paulo Roberto             |
| Ruan Aguiar         | Buiú                          |
| Jefferson Brasil    | Galo Cego                     |
| Gabriel Nascimento  | Wendel                        |
| Marcos Junqueira    | Sinistro                      |
| Ella Nascimento     | Stefany                       |
| Cláudio Cinti       | Inspecteur Jorge              |
| Luciana Malcher     | Samantha                      |
| Amaury Lorenzo      | Jackson                       |
| Pedro Loques        | Fabiano                       |
| Chico Mello         | Cristóbal                     |
| Nick Câmara         | Jandira                       |
| Therla Duarte       | Recepcionniste du laboratoire |
|                     | Mercedes                      |
| Gustavo Arthiddoro  | Wallace                       |
| Dandara Albuquerque | Yasmin                        |
| Rael Barja          | Pietro Sambrini               |
| Zecarlos Moreno     | Aloísio Vieira                |
| Cida Moreno         | Ivonete Vieira                |
| Isabella Scherer    | Paloma (jeune)                |
| Pedro Lobo          | Ramon (jeune)                 |
| Eduardo Khenaifes   | Alberto (jeune)               |
| Lais Gavazzi        | Cecília (jeune)               |
| Thamás Morelli      | Eric (jeune)                  |
| Maria Adélia        | Assistante sociale            |
| Fundo de Quintal    | Lui-même                      |
| Cristiano Felício   | Lui-même                      |
| Hortência Marcari   | Elle-même                     |
| Leo Jaime           | Lui-même                      |
| Claudia Souto       | Elle-même                     |
| Conceição Evaristo  | Elle-même                     |
| DJ Rennan da Penha  | Lui-même                      |
| Teresa Cristina     | Elle-même                     |
| Zeca Pagodinho      | Lui-même                      |

## Version française
La version française est assurée par Studio Plug-in au Maroc.
Avec les voix de Claire Staub, Adrien Caminada, Emmanuelle Brindel, Nicolas Reydet, Jean-Albert Margaine, Bob Benomar, Eric Cuvelier, Mouna Belgrini, Nawal Lemrini, Stanislas Roehrig, Hana Castreman, Nathalie Leplay, Fanny Dalmau, Anne-Lise Auclair, Farida Hamou, Anna Fhima, Guillaume Escaffre, Hamza Toujiri, Narimène Bendjaballah, Maria Kirane, Paul Nguyen, Michael Paolinetti, Cyan Mortimer, Gabriel Delmas, Antoine Pinault, David Beneza, Alex Pinault, Claire Begards, Xavier Becker, Samia Abdeladim, Letizia Costantini, Sophie Pastrana, Eulalie Rodot, Jalil El Jaouhari, Corinne Troisi, Hélène Tran, Brahim Bihi, Fatine Benkirane, Dominique Saouri, Jean-Noël Bardy, Nollane Charonnet, Michèle Lepez, Olivier Mutelet et Odile Roehrig.